# Barbella javanica
Barbella javanica là một loài Rêu trong họ Meteoriaceae. Loài này được (Bosch & Sande Lac.) Broth. miêu tả khoa học đầu tiên năm 1906.